# Pterobryopsis cucullatifolia
Pterobryopsis cucullatifolia är en bladmossart som beskrevs av S. Okamura 1916. Pterobryopsis cucullatifolia ingår i släktet Pterobryopsis och familjen Pterobryaceae. Inga underarter finns listade i Catalogue of Life.